# Укргідроенерго
ПрАТ «Укргідроене́рго» —  гідрогенеруюча компанія в Україні. До складу компанії входять десять станцій на річках Дніпро та Дністер: Київська ГЕС та Київська ГАЕС, Канівська ГЕС, Кременчуцька ГЕС, Середньодніпровська ГЕС, Дніпровська ГЕС-1 та Дніпровська ГЕС-2, Каховська ГЕС, Дністровська ГЕС та Дністровська ГАЕС. Канівська ГАЕС та Каховська ГЕС-2 в процесі підготовки до будівництва. У 2020 році загальна кількість гідроагрегатів на станціях товариства склала 103, а їхня сумарна встановлена потужність досягла 5849 МВт. Компанія забезпечує покриття пікових навантажень, регулювання частоти та потужності, мобільний аварійний резерв в об'єднаній енергосистемі України.[ангажоване джерело]

## Історія

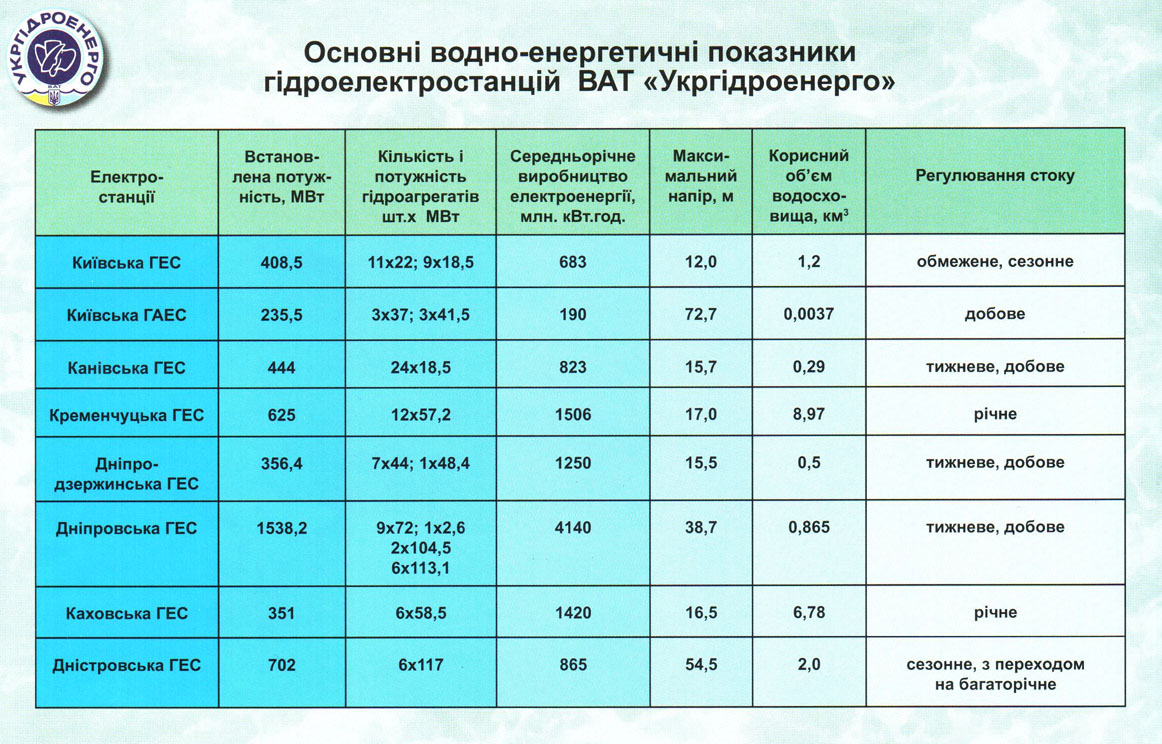

1994 року були створені: державна компанія «Дніпрогідроенерго», до складу якої ввійшли всі ГЕС Дніпровського каскаду, та державна компанія «Дністрогідроенерго» (Дністровські ГЕС -1, -2).
2004 року для підвищення соціальної й економічної вагомості гідроенергетики, її впливу на якість виробленої електроенергії і надійність роботи енергосистеми, Державна акціонерна гідроенергогенеруюча компанія «Дніпрогідроенерго» та Державна акціонерна енергетична компанія «Дністрогідроенерго» реорганізовані шляхом їх злиття, та створене на їх базі ВАТ «Укргідроенерго».
Українська гідроенергетика — це гідроелектростанції Дніпровського каскаду: Київська (м. Вишгород), Канівська (м. Канів), Кременчуцька (м. Кременчук), Середньодніпровська (м. Кам'янське), Дніпровська (м. Запоріжжя), Каховська (м. Нова Каховка) гідроелектростанції, Київська гідроакумулююча електростанція (ГАЕС) та Дністровська ГЕС. Загальна встановлена потужність великих ГЕС України на сьогодні — 5725 МВт. Гідроенергетичні ресурси України становлять близько 45 млрд кВт·год.
У складі Дністровського каскаду споруджується одна з потужних ГАЕС в Європі — Дністровська ГАЕС 2 856 МВт. Спорудження Дністровського гідровузла, до складу якого входять працюючі Дністровська ГЕС-1 i буферна Дністровська ГЕС-2, дасть можливість збільшити площу зрошуваних земель та забезпечити водопостачанням промисловість і населення регіону.
Під час повномасштабного вторгнення Росії в Україну Укргідроенерго зазнало значних втрат, зокрема внаслідок російських атак були пошкоджені або зруйновані об’єкти гідроенергетичної інфраструктури, серед яких — критично важливі гідроелектростанції. Найбільшою трагедією стало руйнування греблі Каховської ГЕС у червні 2023 року, що спричинило масштабну екологічну та техногенну катастрофу. Крім того, обстріли неодноразово спричиняли пошкодження на Дніпровській, Дністровській, Середньодніпровській та Київській ГЕС, а також на інших об'єктах компанії, зокрема на насосних станціях і трансформаторних підстанціях. Внаслідок бойових дій і окупації окремих територій компанія також втратила контроль над частиною активів, а персонал деяких станцій опинився під загрозою фізичної небезпеки або тиску з боку окупантів. Загальні збитки оцінюються в мільярди гривень.

## Заходи безпеки
Постійний контроль за станом безпеки гребель водосховищ та гідроелектростанцій здійснюють Міністерство енергетики та вугільної промисловості України, Державне агентство водних ресурсів України, Державна служба України з надзвичайних ситуацій, Український гідрометеорологічний центр. Щорічно, та при нагальній потребі вони інформують Кабінет Міністрів України, Раду національної безпеки і оборони України, профільні комітети Верховної Ради України щодо стану основних споруд ГЕС та водосховища.

## Філії
1. Каскад Київських ГЕС та ГАЕС (м. Вишгород).
2. Канівська ГЕС (м. Канів).
3. Кременчуцька ГЕС (м. Світловодськ).
4. Середньодніпровська ГЕС (м. Кам'янське).
5. Дніпровська ГЕС (м. Запоріжжя).
6. Каховська ГЕС ім. П. С. Непорожнього (м. Нова Каховка).
7. Дирекція з будівництва Дністровської ГАЕС (м. Новодністровськ).
8. Дністровська ГЕС (м. Новодністровськ).

### Виноски
1. ↑  Сирота: зменшення відпускного тарифу для «Укргідроенерго» ставить під загрозу реалізацію важливих проектів. УНІАН (укр.). Процитовано 7 червня 2023.